# Sant Josep i el Nen Jesús (Capella de San José)
Sant Josep amb el Nen Jesús és un llenç d'El Greco, pertanyent als Retaules de la Capella de San José a Toledo (Retaule Central). Aquesta obra consta amb el número 15 en el catàleg raonat d'obres d'El greco de Harold Wethey.

## Anàlisi de l'obra
Signatura en el paper, a la part inferior esquerra, amb petites lletres cursives gregues: δομήνικος Θεοτοκóπουλος, εποíει (doménikos theotokópoulos e`poíei)
289 x 147 cm.; 1597-99; Capella de San José, Toledo.
La túnica blava i el mantell groc de Josep de Natzaret, així com el vestit rosa del Nen Jesús són realment hermosos. Els àngels, en rosa i blau pàl·lid, porten corones de flors i de llorer sobre el cap de Sant Josep. Segons Álvarez Lopera, aquesta figura del sant és una de les millors creacions d'El Greco, que el representa com un caminant, protector i guía del Nen Jesús. És un home jove, de menys de quaranta anys, estilitzat i monumental, que porta una gaiata a la mà dreta, Amb l'altra mà protegeix el Nen, la figura de la qual sembla totalment integrada a la seva. Aquesta representació s'adiu a la idea que d'ell tenia l'Església de la Contrareforma. Sembla que l'inspirador de la iconografía d'El Greco seria J.Molano, professor de la Universidad Católica de Lovaina, autor de la obra De historia sacrarum imaginum (1570), on aconsellava representar Sant Josep com protector del Nen Jesús: "juvenis, fortis et volens, qui potuerit industria et labore aetatis virginem defendere"
En el paisatge del rerefons es veuen els turons de Toledo, i el perfil de la ciutat amb els seus monuments característics: el Castell de San Servando, el Pont d'Alcántara, les muralles, la torre de la Catedral, i l'Alcàsser sense les cuculles, que encara no s'havien construït. El Greco col·loca aquests monuments de manera capritxosa, amb una perspectiva inversemblant, per donar-li caràcter i significació. En primer pla, hi representa tan poc sòl com és possible perquè els personatges assentin les plantes dels seus peus, ja que al pintor l'únic que l'interessa són aquestes figures.

## Situació dins el conjunt
- Predel·la del retaule central.